# Lázaro Cárdenas (Balancán)
Lázaro Cárdenas es una localidad del municipio de Balancán ubicado en la subregión de los Ríos del estado mexicano de Tabasco.

## Geografía
La localidad se ubica a 43.3 kilómetros (en dirección este) de la localidad de Balancán de Domínguez, la cabecera y lugar más poblado del municipio. Se sitúa en las coordenadas geográficas 17°56′17″N 91°09′09″O / 17.938056, -91.152500, a una elevación de 47 metros sobre el nivel del mar.

## Demografía
Según el Conteo de Población y Vivienda 2020, efectuado por el Instituto Nacional de Estadística y Geografía, la localidad de Lázaro Cárdenas tiene 26 habitantes, de los cuales 16 son del sexo masculino y 10 del sexo femenino. Su tasa de fecundidad es de 2 hijos por mujer y tiene 6 viviendas particulares habitadas.
| Gráfica de evolución demográfica de Lázaro Cárdenas entre 1995 y 2020 |
|                                                                       |
| INEGI.                                                                |